# Кайгородов, Никифор Иванович (генерал-майор)
Никифор Иванович Кайгородов (1811—1882) — генерал-майор русской императорской армии, Георгиевский кавалер.

## Биография
Родился 26 мая (7 июня) 1811 года в семье Ивана Никифоровича Кайгородова (1766—?); мать — Прасковья Андреевна, урождённая Духанина.
Воспитывался в Первом Санкт-Петербургском кадетском корпусе; 18 декабря 1828 года начал службу прапорщиком. В 1830 году участвовал в подавлении Польского восстания; отличился в боях под Колью и Новоградом, участвовал во взятии Варшавы. В 1832 году за храбрость Н. И. Кайгородов был награждён орденом Св. Анны 4-й степени. В 1833 году его приписали к артиллерийской учебной бригаде, а в следующем году направили в распоряжение вновь организуемого кадетского корпуса в Полоцке, куда он прибыл в 1835 году. В январе 1838 года по семейным обстоятельствам был уволен от службы «штабс-капитаном и с мундиром». Затем вернулся на службу и преподавал математические предметы в Полоцком кадетском корпусе. В 1845 году был награждён орденом Св. Владимира 4-й степени, в 1849 году — орденом Св. Анны 2-й степени (императорская корона к ордену — в 1854); за выслугу лет 26 ноября 1853 года был награждён орденом Св. Георгия 4-й степени. Был произведён в полковники 17 апреля 1856 года. В 1859 году получил орден Св. Станислава 2-й степени с императорской короной.
Умер от аневризма сердца 15 (27) октября 1882 года. Вместе с женой похоронен на Большеохтинском кладбище.
Жена, Татьяна Никитична (06.01.1821—13.06.1892). У них было четверо сыновей: Нестор (1840—1916), Иван (1844 — после 1910), Дмитрий (1846—1924), Михаил (1853—1918).